# Actaea pachypoda
Actaea pachypoda är en ranunkelväxtart som beskrevs av Ell.. Actaea pachypoda ingår i släktet trolldruvor, och familjen ranunkelväxter. Inga underarter finns listade i Catalogue of Life.

## Bildgalleri

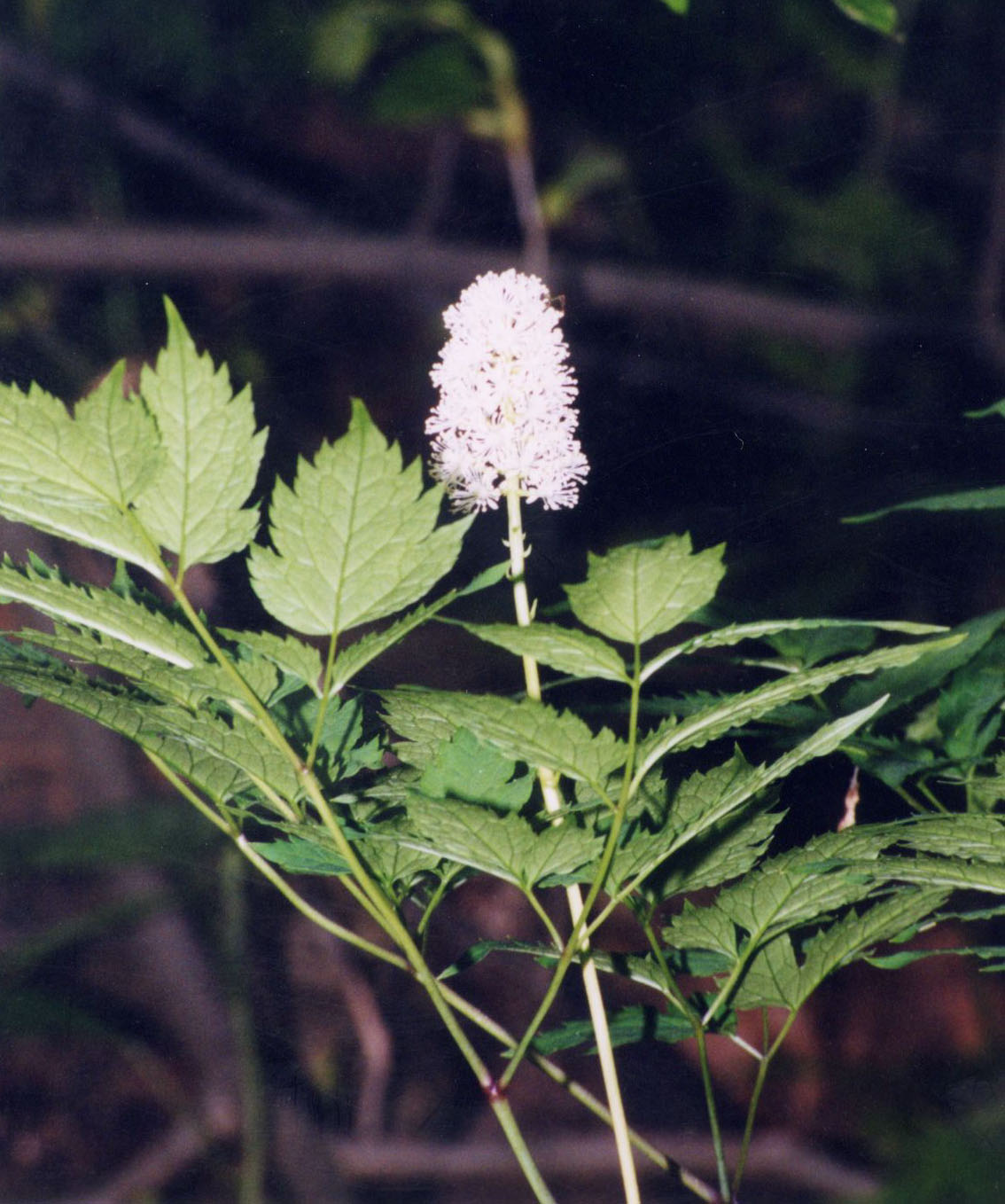
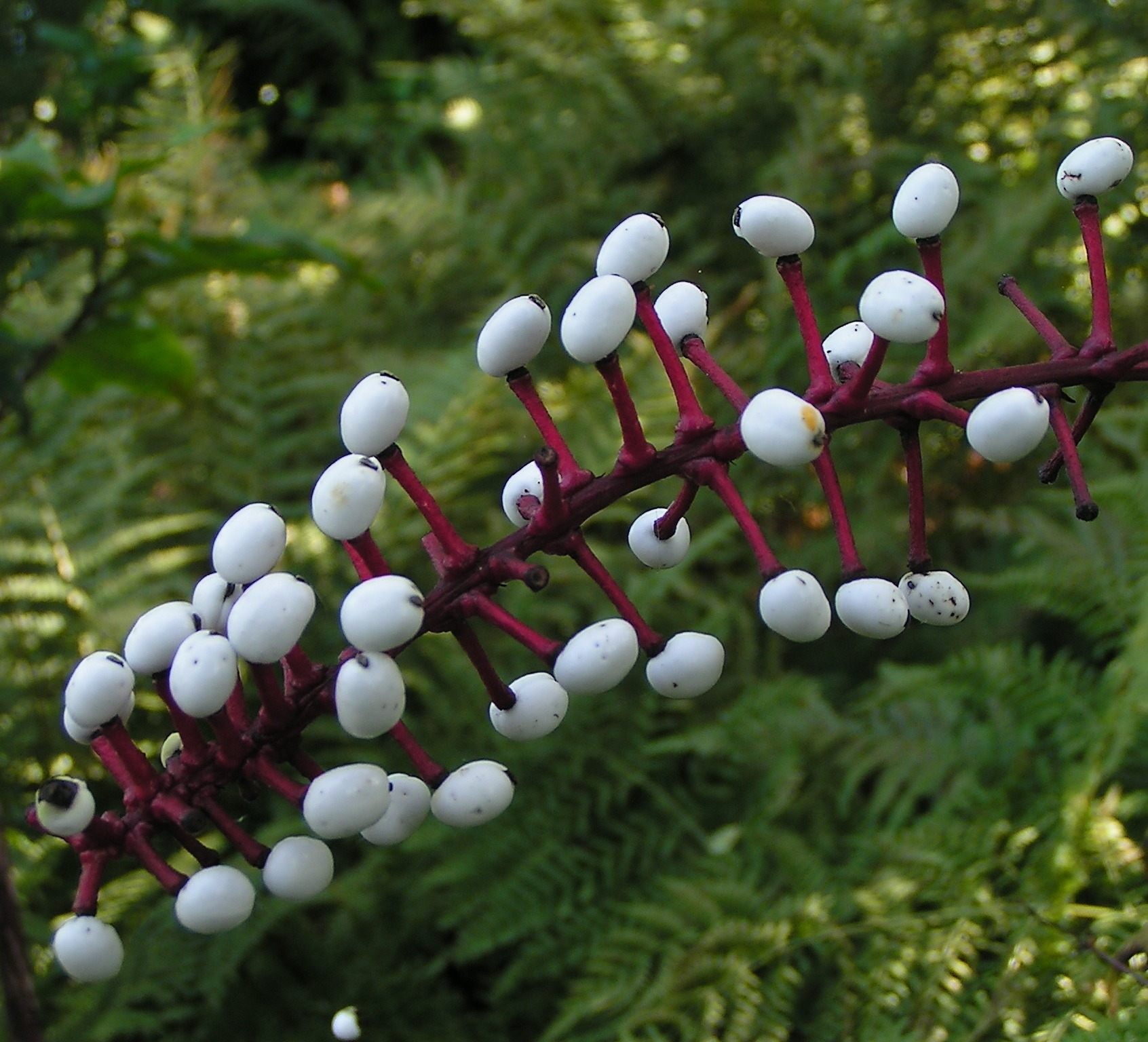
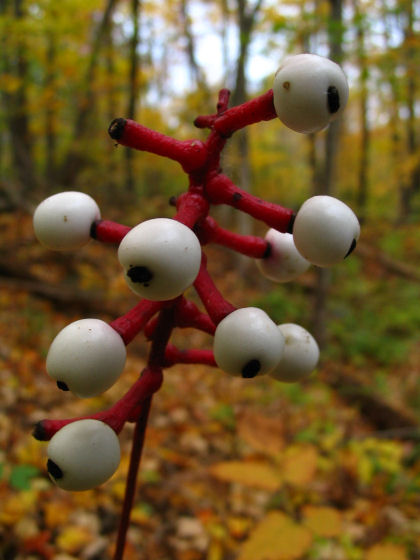
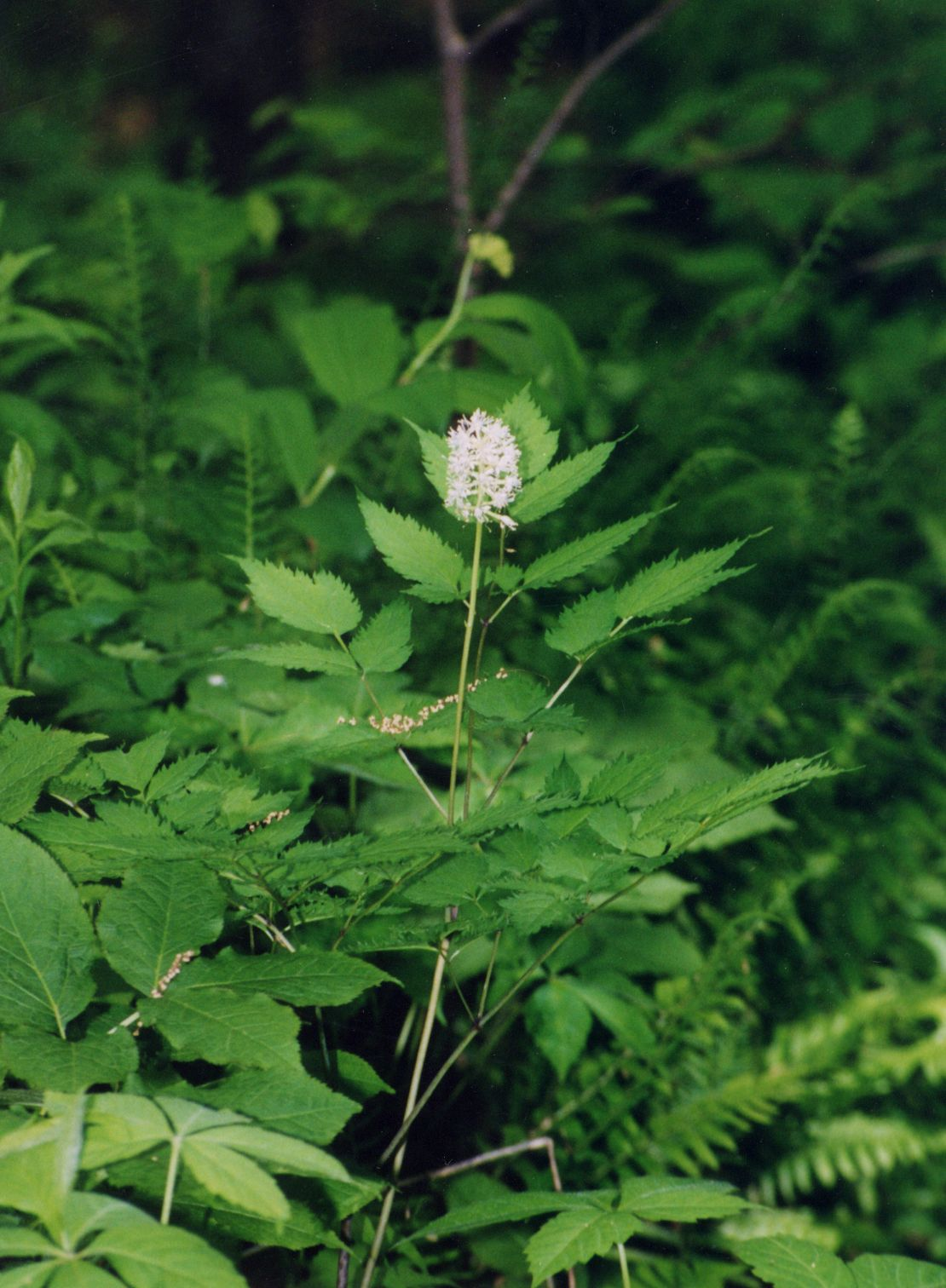
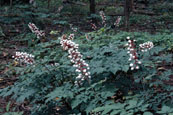